# Topelius
För andra betydelser, se Topelius (olika betydelser).

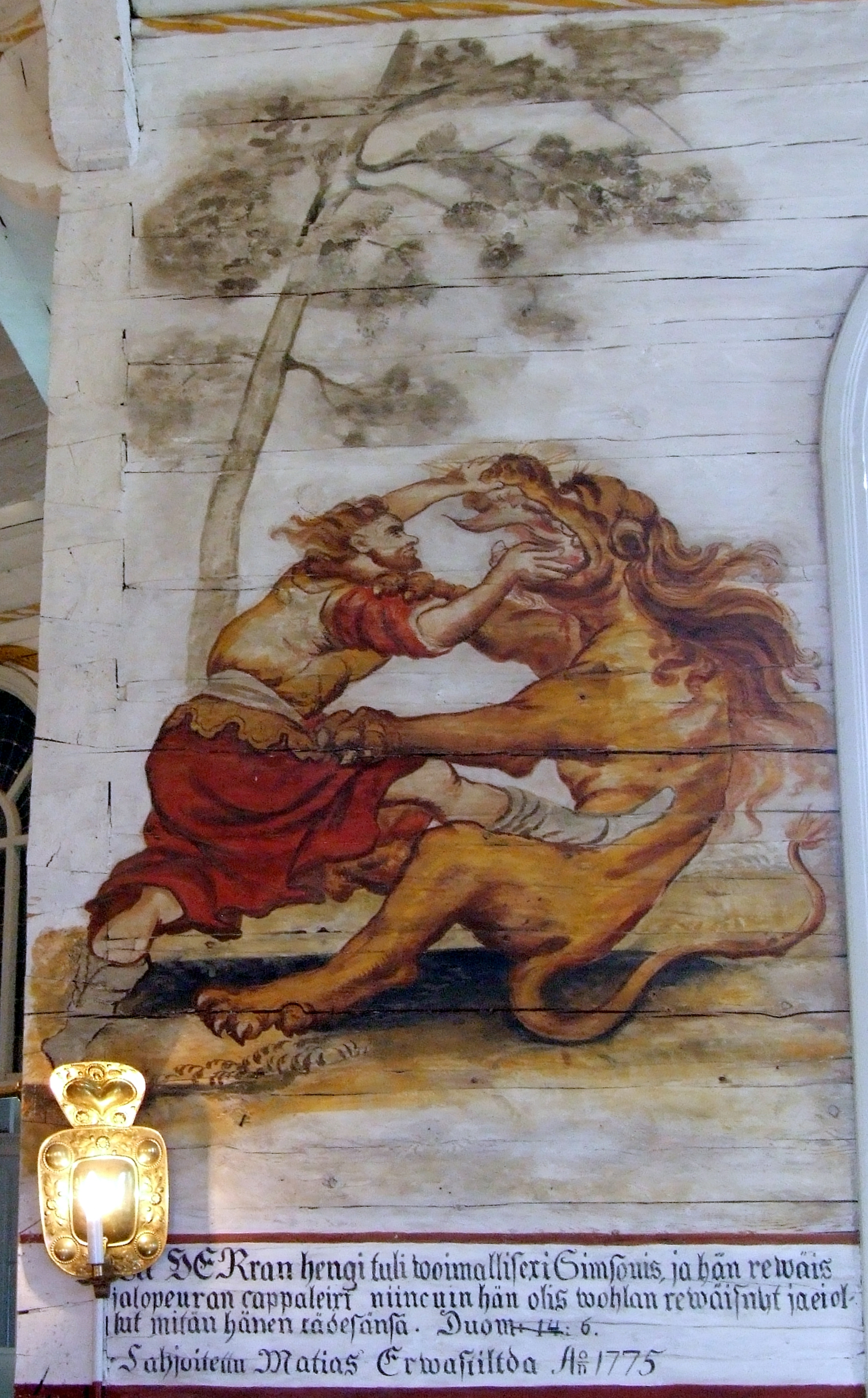
Målning av Mikael Toppelius i Haukipudas kyrka.

Topelius är en finländsk släkt från Österbotten. Släktens äldste kände stamfader är Lars Görensson från Toppila by i Limingo socken i Österbotten, som levde omkring 1590. Hans son Jakob (1615–1667) var handlande i Uleåborg och latiniserade sitt namn efter gården och skrev sig Toppelius. Släktens äldre gren kom efter freden i Nystad 1721 att bli bosatt i Ingermanland, där bland andra ordensbiskopen Jacob Alexander Toppelius var verksam i Kronstadt.
Till släktens yngre, numera utdöda gren hörde kyrkomålaren Michael Toppelius (1734–1821), som var elev till Johan Pasch och som var mycket flitigt verksam i kyrkor i Österbotten och har kallats "Finlands Pehr Hörberg". 
Son till honom var provinsialläkaren i Nykarleby Zacharias Topelius d.ä. (1792–1868), känd som insamlare av folkliga runosånger. Han  ändrade namnets stavning till Topelius med ett -p-.
Dennes söner var professorn och stadsläkaren i Uleåborg Gustaf Topelius (1786–1864) och den berömde författaren och professorn Zacharias Topelius (1818–1898). Den förstnämndes döttrar Sophie (1822–1881) och Jenny (1833–1911) gifte sig med medlemmar av den äldre släktgrenen. varvid de båda släktgrenarna kom att förenas.
En son till ordensbiskopen Jakob Alexander Topelius var konteramiralen Leopold Ludvig Topelius (1821–1890), chef för finska sjöekipaget, som 1856 av tsar Alexander II upphöjdes i ryskt ärftligt adligt stånd. Till denna adliga gren hör släktens alla nu levande medlemmar.
Till Sverige överflyttade sedermera kanslirådet vid Kungl. Maj:ts kansli och kanslersekreteraren vid universitetskanslersämbetet, med. hedersdoktorn  Göran Topelius (1893–1985) som 1918–1931 var gift med författarinnan Margareta Suber (1892–1984). Deras son var författaren och bokförläggaren Christer Topelius (1923–1998).

## Personer med efternamnet Topelius
- Catharina Sofia Topelius (1791–1868), finländsk hustru till Zacharias Topelius den äldre
- Christer Topelius (1923–1998), svensk författare och bokförläggare
- Emilie Topelius (1821–1885), finländsk hustru till zacharias Topelius
- Göran Topelius (1893–1985), svensk ämbetsman
- Toini Topelius (1854–1910), finländsk journalist och ungdomsboksförfatare
- Zacharias Topelius (1818–1898), finländsk författare, historiker, tidningsman och poet
- Zacharias Topelius den äldre (1781–1831), finländsk läkare och runosamlare